# Béatrice Edwige
Béatrice Seynabou Edwige (ur. 3 października 1988 r. w Paryżu) – francuska piłkarka ręczna, reprezentantka kraju, zawodniczka Metz Handball, występująca najczęściej w grze obronnej lub na pozycji obrotowej.
W 2016 roku zdobyła srebrny medal na rozegranych w Rio de Janeiro igrzyskach olimpijskich, przegrywając w finale z reprezentacją Rosji. W grudniu tego samego roku po zwycięstwie w meczu o trzecie miejsce z reprezentacją Danii zdobyła brązowy medal mistrzostw Europy w Szwecji. Została zarazem uznana za najlepszą obrończynię zawodów. Rok na mistrzostwach świata w Niemczech została mistrzynią świata, wygrywając w finale z reprezentacją Norwegii. W 2018 roku podczas mistrzostw Europy we Francji zdobyła złoty medal, rewanżując się za olimpijską porażkę przeciwko Rosji.

## Sukcesy reprezentacyjne
- Igrzyska olimpijskie:
  -  2016
- Mistrzostwa świata:
  -  2017
- Mistrzostwa Europy:
  -  2018
  -  2016

## Sukcesy klubowe
- Mistrzostwa Francji:
  -  2016-2017, 2017-2018 (Metz Handball)
- Puchar Francji:
  -  2016-2017 (Metz Handball)
  -  2012-2013 (Cercle Dijon Bourgogne), 2017-2018 (Metz Handball)

## Nagrody indywidualne
- najlepsza broniąca Mistrzostw Europy 2016

## Odznaczenia
- Chevalier Orderu Legii Honorowej – 2021[5]
- Chevalier Orderu Narodowego Zasługi – 2016[6]